# Robert Kovács
Robert Kovács (* 1976 in Zalaegerszeg, Ungarn) ist ein ungarischer Kirchenmusiker und Konzertorganist.

## Leben
Kovács erlernte ab dem fünften Lebensjahr das Klavierspiel und nahm mit elf Jahren die ersten Orgelstunden. 1994 absolvierte er das Konservatorium in Budapest und gewann den 1. Preis beim Orgelfestival für junge Organisten in Ungarn.
Kovács studierte an der Wiener Musikuniversität die Fächer Kirchenmusik und Orgel u. a. bei Hans Haselböck und Peter Planyavsky und schloss mit Auszeichnung ab. Außerdem wurde er mit dem Würdigungspreis des BMBWK ausgezeichnet. 1998 gewann er den 2. Preis beim Internationalen Wettbewerb für Orgelimprovisation “Anton Heiller” in Wien.
Seit 1997 ist er Gastorganist der Augustinerkirche, seit 1999 auch am Wiener Stephansdom. Zudem ist er als Konzertorganist, Korrepetitor und Chorsänger tätig. Er arbeitet mit führenden Chören Wiens (Arnold Schönberg Chor, Wiener Kammerchor, Wiener Singverein, Concentus vocalis und anderen) zusammen.
Von 1999 bis 2004 war Kovács Leiter des Chores der Sängerschaft Waltharia. Er ist Mitgründer und Mitglied der Wiener Choralschola. Von 2001 bis 2003 war er Kirchenmusikreferent der Erzdiözese Wien, von März 2004 bis Dezember 2006 war er hauptverantwortlicher Stiftsorganist in St. Florian. Von 2009 bis 2015 war er Domorganist im Dom St. Martin (Eisenstadt) und Referent für Kirchenmusik der Diözese Eisenstadt.
Im Juli 2004 war er Finalist beim Internationalen Orgelimprovisationswettbewerb in Haarlem. 2006 gewann er den Wettbewerb.
Im Oktober 2008 erhielt er beim Internationalen Orgelimprovisationswettbewerb im Stift Schlägl (Oberösterreich) den 1. sowie den Publikumspreis.
Robert Kovács wird regelmäßig für Orchestermitwirkungen gefragt, so ist er schon mit mehreren Orchestern aufgetreten, wie dem Tonkünstler-Orchester Niederösterreich, den Wiener Symphonikern, den Wiener Philharmonikern (u. a. im „Buch mit sieben Siegeln“ von Franz Schmidt), sowie im Ausland mit der Deutschen Kammerphilharmonie Bremen, dem Staatsorchester Braunschweig und anderen.
Seit 2019 ist er als Organist an der Wiener Hofburgkapelle tätig.